# (7651) Villeneuve
Pour les articles homonymes, voir Villeneuve.
(7651) Villeneuve est un astéroïde de la ceinture principale.

## Description
(7651) Villeneuve est un astéroïde de la ceinture principale. Il fut découvert le 15 novembre 1990 à La Silla par Eric Walter Elst. Il présente une orbite caractérisée par un demi-grand axe de 2,79 UA, une excentricité de 0,14 et une inclinaison de 9,2° par rapport à l'écliptique.

## Compléments